# Memorial del Puente El Ala
El Memorial del Puente El Ala es un monumento ubicado al costado del Puente El Ala, en el camino que une a la localidad de Portezuelo con la ciudad de Chillán, en la comuna de San Nicolás, de la Región de Ñuble, Chile.

## Historia

### Antecedentes
El 23 de septiembre de 1973 es detenido Juan Pablo Tropa, comerciante de la Población Rosita O'Higgins de Chillán, por agentes de la Segunda Comisaría de Chillán, quienes además detuvieron a Luis Ibarra Durán, militante del Movimiento de Izquierda Revolucionaria y electricista de la Industria Azucarera Nacional, y a Leopoldo López Rivas, zapatero en Avenida Brasil.
El día 1 de octubre de 1973, los estudiantes de la Escuela Normal de Chillán y militantes de la Juventud Radical Revolucionaria, Patricio Weitzel, Lorenzo Prat Martí y José Gregorio Retamal Velásquez se encontraban en los Pabellones Pizarro del Barrio Schleyer. Las tres personas fueron detenidas por Carabineros de Chile del Retén Schleyer y trasladadas a la Segunda Comisaría de Chillán, lugar al que llegaron sus parientes para conocer la situación en que se encontraban, sin embargo, Carabineros no reconoció la presencia de estos en el lugar.
Finalmente, el 11 de octubre de 1973 son detenidos Wilson Becerra Cifuentes, militante del Partido Socialista, y los hermanos Gustavo Domínguez Jara y Tomás Domínguez Jara, del Partido Demócrata Cristiano, los tres fueron dirigentes campesinos que se encontraban en el asentamiento Ránquil, hoy llamado "Fundo La Victoria" de la comuna de San Nicolás, quienes quedan a disposición de carabineros del Retén de San Nicolás.

### Descubrimiento de osamentas
Para el 24 de diciembre de 1973, el relojero Mario Weitzel, padre de Patricio Weitzel, trabajaba en su puesto en la Feria de Chillán, cuando llegó una mujer campesina a arreglar un reloj cual el vendedor reconoció como el que alguna vez le regaló a su hijo, quien a esas alturas ya era considerado desaparecido. Tras preguntar a la mujer de dónde lo había sacado, ella respondió que de un cadáver bajo el Puente El Ala. En efecto, Mario Weitzel viaja al sitio y allí se encontró con nueve cadáveres, entre ellos una persona decapitada y su hijo Patricio.
Mario Weitzel sacó un zapato del cuerpo decapitado y además, enterró a su hijo provisoriamente en la ribera del río. Luego, el 26 de diciembre comunica una inhumación ilegal al Primer Juzgado del Crimen de Chillán, el hecho es constatado por militares y un juez al día siguiente. Posteriormente, el cuerpo de la persona decapitada fue reconocido como el de Retamal Velásquez, sin embargo, en 2003 las investigaciones de ADN, cofirmaron que se trataba de Juan Poblete Tropa. Dejando a Retamal Velásquez y a los demás mencionados en calidad de detenidos desaparecidos.

### Memorial
La Comisión Nacional de Verdad y Reconciliación creada en 1990 y disuelta al año siguiente, determinó en el Informe Rettig que la posibilidad de que a las nueve personas encontradas por Mario Weitzel, se les haya asesinado en el mismo lugar donde fueron encontradas, dado a las circunstancias en que se desenvolvieron los acontecimientos.
El memorial creado por la artista Sandra Santander, fue inaugurado el 1 de diciembre de 1996 a base de acero y rieles con una base de concreto, y a sus pies, una piedra tallada tiene la leyenda:

 "A nuestros hijos, esposos, padres y hermanos que vivieron con dignidad y sencillez y que contuvieron sin embargo el firmamento. Recuerden, ustedes que pasan, que aquí ninguno, nada ni nadie está olvidado" 
Raúl Zurita

### Declaratoria como Monumento Histórico
En mayo de 2023, el Consejo de Monumentos Nacionales aprobó la solicitud para declarar al memorial como un monumento histórico. Este es el primer sitio de memoria de la Región de Ñuble reconocido bajo esta categoría.